# أندريا فيريتي
أندريا فيريتي (بالإيطالية: Andrea Ferretti)‏ (15 أبريل 1985 في إيطاليا - ) هو لاعب كرة قدم إيطالي في مركز الهجوم. لعب مع نادي ألساندريا ونادي تريفيزو ونادي كاربي ونادي ماتيليكا ‏ وFC Canavese ‏ وUS Poggibonsi ‏ وFC Ponsacco 1920 SSD ‏ وجونيور بييلا ليبرتاس وGSD RapalloBogliasco ‏ وAC Tuttocuoio 1957 San Miniato ‏ وكارسو كالتشيو ‏.

## وصلات خارجية
- أندريا فيريتي على موقع قاعدة بيانات كرة القدم.إي يو (الإنجليزية)